# 모방 디자인
모방 디자인은 신제품 개발 시 초기에 사용되는 방법으로 기존의 기능과 성능에 바탕을 두면서 새로운 용도와 형태 등을 창조하는 디자인이다.